# Чудовище за соседней партой
«Чудовище за соседней партой» (яп. となりの怪物くん Tonari no Kaibutsu-kun, Тонари но Кайбуцу-кун) — манга Robico, выходила в журнале Dessert с августа 2008 по июнь 2013 года.
Трансляция созданного на её основе аниме-сериала, созданного студией Brain’s Base, была со 2 октября по 25 декабря 2012 года.

## Сюжет
Сидзуку Мидзутани имеет вполне определенную мечту — стать успешной и зарабатывать много денег. И для этого прилагает усилия в учёбе, планируя продолжить школьные успехи и во взрослой жизни, поэтому ничего не должно её отвлекать, даже друзья. Однако в первый день в старшей школе её ожидало несколько сюрпризов: во-первых, она не стала лучшей на вступительных экзаменах, во-вторых, её сосед по парте ввязался в драку и был отстранен от занятий. Классный руководитель отправила Мидзутани с конспектами уроков в гости к отстраненному Хару Ёсиде, и парень тут же привязался к ней и признался в любви. Теперь он от Сидзуку ни на шаг, и везде опекает её

## Персонажи
Сидзуку Мидзутани (яп. 水谷 雫 Мидзутани Сидзуку) — после того, как её мать разочаровалась в муже, как в добытчике, она уехала строить свою карьеру. Поэтому Сидзуку выросла с намерением стать такой же успешной, как и мама. Однако из-за такого стресса Мидзутани стала всё реже проявлять какие-либо эмоции, при этом говоря всю правду человеку прямо в лицо, и сосредоточилась целиком на учёбе. 
Сэйю: Харука Томацу
Хару Ёсида (яп. 吉田 春 Ёсида Хару) — из-за напряженных отношений с отцом и братом, сбежал к тёте и кузену Ми-тяну. Очень силён, но слишком подвержен своим эмоциональным порывам. Добрый и заботливый, однако испытывая страх к тому, что его не понимают, выглядит угрожающе и способен одним своим видом испугать противника. Из-за обострённого чувства справедливости, часто влезает в драки. А после того, как влюбился в Сидзуку, стал всюду следовать за ней и опекать. Но и девушка повлияла на него, постепенно Ёсида стал спокойнее. Несмотря на то, что часто прогуливает школу, обладает очень высокими знаниями.
Сэйю: Тацухиса Судзуки
Асако Нацумэ (яп. 夏目 あさ子 Нацумэ Асако) — одноклассница Сидзуку, имеющая серьёзные проблемы с учёбой. Очень симпатичная, поэтому получала немало признаний от парней, однако не доверяя им, она вновь и вновь обращается к чатам и блогам, общаясь с интересными людьми только в интернете. Подружившись с Сидзуку, стала более общительной, а ещё завела личный блог, где рассказывает о романе Хару и Мидзутани.
Сэйю: Ацуми Танэдзаки
Сохэй Сасахара / Сасаян (яп. 佐々原 宗平 Сасахара Со:хэй) — одноклассник Асако, Сидзуку и Хару. Отличный бейсболист с кучей друзей и просто душа любой компании. Поддержав Сидзуку в стремлении помочь Хару общаться с людьми нормально, влился в круг их друзей. И даже доказал Хару, что у того могут появится и новые друзья. Испытывает чувства к Асако.
Сэйю: Рёта Осака
Кэндзи Ямагути / Ямакэн (яп. 山口 伊代 Ямагути Кэндзи) — наследник богатой семьи. С людьми общается довольно пренебрежительно в силу своего положения. Вначале предстает в образе некоего малолетнего хулигана, организовавшего банду, куда впустили и Хару, раз уж он делился деньгами. Позднее узнается, что эти парни — вовсе не банда. Все они происходят из богатых семей и, притворяясь не тем, кем они были на самом деле, лишь развевали скуку. Однако когда Ямакэн узнал Хару и Мидзутани лучше, он раскрылся совсем с другой стороны, и даже начал испытывать чувства к Сидзуку.
Сэйю: Такума Тэрасима
Мицуёси Мисава / Ми-тян (яп. 三沢 満善 Мисава Мицуёси) — кузен Хару. Хару называет его «Ми-тян». Мицуёси часто ездит в поездки с Хару и его друзьями, а позже привлекает к себе внимание Асако Нацумэ.
Сэйю: Томоюки Хигути
Юдзан Ёсида (яп. 吉田 優山 Ёсида Ю:дзан) — старший брат Хару. Любит сладкое. Не очень ладит с братом. Хотя Юдзан пытается стать ближе к своему младшему брату и понять его, Хару не принимает его. Юдзан утверждает, что у Хару есть комплекс брата, хотя сам Хару это отрицает.
Сэйю: Юити Накамура

## Манга
Манга была создана Robico и с 2008 года выходила в журнале Dessert.
Тома манги не раз попадали в списки самых продаваемых в Японии. Вышедший в октябре 2009 года 3-й том был распродан в количестве 58 274 экземпляров за первую неделю, что привело его на 10е место по продажам манги в Японии. В марте 2012 года вышел 9-й том манги, сразу занявший второе место. В августе 2012 года 10-й том вышел. За первую неделю было распродано 77 958 экземпляров, что привело его на четвёртое место в рейтинге по продажам манги в Японии, общее число распроданных томов за первые три недели составило 187 999 штук.
В 11-м томе Robico подтвердила конец манги в 12-м томе. С ограниченным изданием 12 танкобона была выпущена OVA-серия.

## Аниме

### Список серий
| 01 | Мой сосед по парте Ёсида «Тонари но Ёсида-кун» (となりの吉田くん)         | 2 октября 2012  |
| Сидзуку Мидзутани относит распечатки с уроками временно отстранённому от школьных занятий Хару Ёсиде. Тот тут же называет её другом. После нескольких неурядиц, а также признания Хару в любви к Сидзуку, он целует её. |                                                                           |                 |
| 02 | Странность «Хэн» (変)                                                     | 9 октября 2012  |
| После того поцелуя, Сидзуку понимает, что сама постепенно влюбляется в Ёсиду. Вот только он сам не знает, романтические ли его чувства. Пока же сердце Мидзутани находится в смятении, Асако Нацумэ просит её побыть репетитором, чтобы нормально пересдать тест. Сидзуку, не привыкшая общаться с людьми вначале отказывает. Однако вызвавшийся вместо неё Ёсида не смог толком подготовить Асако, поэтому Мидзутани всё же пришлось помочь. И незаметно для себя, она и Ёсида подружились с Нацумэ, которая и сама не имела реальных друзей, а только интернет-знакомых. В это же время Сасаян заинтересовывается тем, как Сидзуку удалось подружиться с Ёсидой, ведь он его знает ещё со средней школы. Пережив так много, Мидзутани признаётся Хару в любви. |                                                                           |                 |
| 03 | Проблемный человек «Яккай» (やっかい)                                     | 16 октября 2012 |
| Мидзутани, осознав, что сказала, тут же взяла слова о любви к Хару назад. А тот заявил, что рад тому, что она соврала о своих чувствах. Тем временем классный руководитель ставит условие - если ребята не сделают курятник, то найденного петуха нужно будет отдать. Поэтому Ёсида, Сасаян, Нацумэ и отправленная за ними следить Сидзуку, а также присоединившиеся позднее после небольшой стычки, Ямакэн с компанией, занялись этим все вместе. Не выдержав, Сидзуку вновь признаётся в любви Хару, и узнав, что сам он испытывает к ней ещё не полные чувства, обещает подождать. |                                                                           |                 |
| 04 | Летние каникулы «Нацу бурэйку» (夏ブレイク)                               | 23 октября 2012 |
| Сидзуку подсказала, как Хару изменить отношение к себе. Но вот что стало неожиданностью - так это повышенное внимание к нему девушек. Однако после драки со старшеклассником многие вновь начали избегать Хару и только Мидзутани смогла успокоить его. Но когда всё разрешилось, на каникулах все вместе отправились порыбачить. По возвращении же их ждал сюрприз, брат Хару - Юдзан, от которого сам Хару просто сбежал. |                                                                           |                 |
| 05 | Дело семьи Ёсида «Ёсида-кун ти но дзидзё:» (吉田くんちの事情)             | 30 октября 2012 |
| Сидзуку пытается понять, почему же Хару не посещал школу, когда учился в средних классах. Конечно больше всего её раздражает, что, несмотря на это, в свободное время он занимался по учебникам старших классов, благодаря чему все уроки в старшей школе ему даются легко. Раскрыть тайны семьи Ёсиды может старший брат Хару - Юдзан. А в это же время самому Хару не нравится, что место, которое Мидзутани выбрала для свидания - библиотека. |                                                                           |                 |
| 06 | Меланхолия девушек «Канодзётати но ю:уцуна хиби» (彼女達の憂鬱な日々)     | 6 ноября 2012   |
| Осима, староста из параллели Ёсиды и Сидзуку, благодарная Хару за то, что он заступился за неё на соревнованиях, начинает понимать, что влюбилась в него. Сидзуку, вполне осознавая, что у неё есть соперница, остается непоколебимой. В то же время, Хару, узнав, что у Осимы совсем нет друзей, решает ей помочь и втягивает в это Сасаяна и Нацумэ. Сама же Осима открыла глаза Сидзуку на то, что та из-за своих чувств не может сконцентрироваться на учёбе. Услышав это, Мидзутани сделала свой выбор в пользу зубрёжки, несмотря на то, что Хару наконец стал по-настоящему влюбляться в неё. |                                                                           |                 |
| 07 | Расстояние между нами «Футари но кёри» (２人の距離)                       | 13 ноября 2012  |
| Поняв, что Сидзуку предпочла ему учёбу, Хару получил поддержку от Нацумэ и Осимы в том, чтобы вновь добиться взаимности. При этом всё чаще его посещают воспоминания о тёте, единственной, кто кроме Мик-тяна, действительно заботился о нём из всей родни. В это же время Сидзуку ходит на дополнительные курсы, где встречается с Ямакэном, но сначала даже не узнает его, ведь оказывается, что он учится в престижной школе. Венцом же всей неразберихи стал строгий приказ о "ненарушении границ", который Хару получил от Сидзуку . |                                                                           |                 |
| 08 | Вот так пришли к фестивалю Сёё! «Ойдэмасэ! Сё:ё:сай» (おいでませ！松楊祭) | 20 ноября 2012  |
| Во время фестиваля культуры узнаётся, что Ямакэн не умеет ориентироваться. Из-за чего Мидзутани решила ему помочь, что вызвало ещё большую размолвку с Хару. А под конец фестиваля ещё большую неразбериху в отношения между Сидзуку, Хару, Осимой и Ямакэном внёс Юдзан, решивший посмотреть как его младший брат справляется со школьным поручением. |                                                                           |                 |
| 09 | Нули и единицы «0 то 1» (０と１)                                          | 27 ноября 2012  |
| Хару узнает больше о ситуации в семье Сидзуку. А Нацуме никак не может смириться с тем, что Хару и Сидзуку всё ещё не начали встречаться, ведь Сидзуку её первая подруга, которая не обвиняет в том, что Нацумэ легкомысленная сердцеедка. К тому же постепенно она начинает влюбляться в Мик-тяна, двоюродного брата Хару. То же самое чувство тревожит и Ямакэна, но он слишком горд, чтобы признать, что влюбился в "зубрилу". |                                                                           |                 |
| 10 | Рождество «Курисумасу» (クリスマス)                                       | 4 декабря 2012  |
| Ямакэн, разозлившийся на себя за то, что сказал Хару правду о своих чувствах к Сидзуку, при следующей встрече тут же заявил что просто пошутил. Поэтому он и его друзья совершенно спокойно получили приглашение на рождественскую вечеринку у Хару дома. Однако Ямакэн не смог сдержать себя от того, чтобы проводить с Мидзутани больше времени, поэтому решил ходить с ней вместе на подготовительные курсы. Что разозлило не только Хару. но и Нацумэ, которая впрочем из-за своих чувств к Мик-тяну даже встретиться с ним глазами не в силах. |                                                                           |                 |
| 11 | Ямагути Кэндзи-кун «Ямагути-сан ти но Кэндзи-кун» (山口さんちの賢二くん)  | 11 декабря 2012 |
| Ямакэн пытается разобраться в своих чувствах к Мидзутани, так как не может поверить, что такой как он мог влюбиться в зубрилу. |                                                                           |                 |
| 12 | Год подходит к концу «Тоси ва курэюку» (年は暮れゆく)                     | 18 декабря 2012 |
| Чтобы помочь Хару смириться с тем, что она посещает курсы вместе с Ямакеном, Мидзутани пригласила Ёсиду на пикник. Нацумэ которая пока не готова признаться в любви к Мик-тяну, всё острее чувствует своё одиночество, поэтому ничтоже сумняшеся напросилась вечером 31 декабря в гости к Мидзутани и прихватила Хару. Естественно, что позже в храме друзья встретились все вместе и с компанией Ямакэна и с подругой Осимы. |                                                                           |                 |
| 13 | Предчувствие весны «Хару то:карадзи» (春遠からじ)                         | 25 декабря 2012 |
| Хару бегает по городу и ищет что-то. Этим он взбаламутил всех своих друзей. |                                                                           |                 |